# Jacob Lorenz
Jacob Lorenz (* 10. März 1883 in St. Gallen; † 1. September 1946 in Freiburg im Üechtland) war ein Schweizer Soziologe.

## Leben
Lorenz war von 1916 bis 1917 Direktor des Lebensmittelvereins Zürich und promovierte 1917 an der Universität Freiburg im Üechtland zum Dr. rer. pol. Von 1917 bis 1919 war er Leiter des kantonalen Ernährungsamts in Zürich. 1919 trat er aus der Sozialdemokratischen Partei der Schweiz aus und der katholischen Kirche bei. 1922 habilitierte er und war bis 1933 Privatdozent an der ETH Zürich. Von 1925 bis 1933 war er Experte des Eidgenössischen Volkswirtschaftsdepartementes und interimistischer Direktor des Eidgenössischen Statistischen Amts.
1935 wurde er Extraordinarius und 1943 Ordinarius für Soziologie und Wirtschaftskunde an der Universität Freiburg i.Üe. 1933 gründete er die Zeitschrift Das Aufgebot und leitete bis zu seinem Tod die sich um diese gruppierende Bewegung; dabei «vertrat er einen durch Überfremdungsrhetorik und Antisemitismus geprägten Korporatismus, lehnte aber totalitäre Bewegungen ab». Gemäss Widmer galt er katholischerseits als einer derjenigen, denen zugetraut wurde, dem Aufkommen der Fronten und der nationalsozialistischen Propaganda in der Schweiz mit katholisch-konservativen Inhalten und Anliegen entgegenzutreten.

## Publikationen
- Erinnerungen eines simplen Eidgenossen. Eugen Rentsch Verlag, Erlenbach-Zürich und Leipzig 1934. (Autobiografische Notizen.)